# Gustavo Nocetti
Gustavo Nocetti (* 6. November 1959 in Montevideo; † 30. Dezember 2002) war ein uruguayischer Tangosänger.

## Leben
Nocetti trat fünfzehnjährig als Gewinner eines Preises in dem Fernsehprogramm Café Concert auf Canal 5 SODRE auf. 1969 kam er nach Buenos Aires und sang dort auf Einladung Atilio Stampones im Caño 14, wo zu der Zeit auch Roberto Goyeneche, Edmundo Rivero und Rubén Juárez auftraten. Außerdem war er Gast in der Fernsehsendung Grandes valores del tango. 1983 wurde er Sänger des Orquesta del Tango de la Ciudad de Buenos Aires, das von Raúl Garello und Carlos García geleitet wurde.
Seine erste Aufnahme war der Tango Naranjo en flor (beim Label Odeon), es folgte Somos ilusos (bei La Batuta, arrangiert von Fernando Cabrera). 1982 war er einer der Sänger auf Osvaldo Puglieses LP Futuro. Auf den CDs Viva el tango (1988) und Tangos en homenaje a Woody Allen (1992) sang er mit einem von Raúl Garello geleiteten Ensemble bis dahin unveröffentlichte Kompositionen von Garello und Horacio Ferrer.
Nach seiner Rückkehr nach Montevideo entstanden 1996 das Album Excesos und darauf drei CDs mit dem Orquesta Filarmónica de Montevideo. 1999 nahm er mit Horacio Ferrer und dem Pianisten Alberto Magnone das Album Gustavo Nocetti Interpreta a Ferrer auf. Mit beiden trat er auch in der Show Por Existir (Tango y poesía) auf. Am 30. Dezember 2002 starb er dreiundvierzigjährig bei einem Verkehrsunfall.